# Bafétimbi Gomis
Bafétimbi Fredius Gomis (n. 6 august 1985, La Seyne-sur-Mer, Provence-Alpes-Côte d'Azur, Franța) este un fotbalist francez și senegalez retras din activitate, care a jucat pe post de atacant la echipe ca Saint-Étienne, Lyon și Al-Hilal. Pe plan internațional, are prezențe la națională pentru Franța și Franța U17⁠(d).

## Goluri date în competiții amicale/preliminare/finale
| #  | Data              | Stadion                             | Adversar | Scor | Rezultat | Competiție  |
| -- | ----------------- | ----------------------------------- | -------- | ---- | -------- | ----------- |
| 1. | 27 mai 2008       | Stade des Alpes, Grenoble, Franța   | Ecuador  | 1–0  | 2–0      | Meci amical |
| 2. | 27 mai 2008       | Stade des Alpes, Grenoble, Franța   | Ecuador  | 2–0  | 2–0      | Meci amical |
| 3. | 14 noiembrie 2012 | Stadio Ennio Tardini, Parma, Italia | Italia   | 2–1  | 2–1      | Meci amical |

## Internațional
| Națională | Sezon   | Meciuri | Goluri |
| --------- | ------- | ------- | ------ |
| Franța    | 2007–08 | 4       | 2      |
| Franța    | 2008–09 | 0       | 0      |
| Franța    | 2009–10 | 1       | 0      |
| Franța    | 2010–11 | 0       | 0      |
| Franța    | 2011–12 | 1       | 0      |
| Franța    | 2012–13 | 6       | 1      |
| Total     | Total   | 12      | 3      |

## Palmares
Lyon
- Coupe de France (1): 2011–12
- Trophée des Champions (1): 2012-2013

Saint-Étienne
- Ligue 2: 2003–04

Galatasaray
- Süper Lig: 2017–18

Al-Hilal
- AFC Champions League: 2019

Individual
- UNFP Player of the Month: January 2007
- Gol Kralı: 2017–18
- AFC Champions League Top Scorer: 2019
- AFC Champions League Most Valuable Player: 2019

## Legături externe
- Materiale media legate de Bafétimbi Gomis la Wikimedia Commons
- fr Statisticile lui  Bafétimbi Gomis în campionatul francez pe site-ul LFP
- France U-17 season 2001–02[nefuncțională]